# Capitão Marvel (DC Comics)
Shazam, também conhecido como Capitão Marvel ou apenas Capitão, é um super-herói fictício de histórias em quadrinhos pertencente ao Universo DC, onde seu alter ego é uma criança, Billy Batson, que se transformava no herói gritando “Shazam!”. Criado pela extinta Fawcett Comics, adquirido pela DC Comics, 27 anos após sua existência, a editora Marvel Comics registra personagem homônimo, assim, após 71 anos deixa seu nome de origem, Capitão Marvel, assumindo o nome do mago na fase Os Novos 52, algo que continuou na fase Renascimento e persiste até hoje.
Criado em 1939 pelo roteirista Bill Parker e pelo desenhista C. C. Beck, o personagem apareceu pela primeira vez na revista em quadrinhos Whiz Comics #2, lançado em fevereiro de 1940, durante a era de ouro dos quadrinhos. Com uma história que envolve uma fantasia adolescente, Billy Batson, um jovem que trabalha como repórter de rádio e foi escolhido, devido a sua bondade interior, para receber os poderes do Mago Shazam, a fim de preservar a justiça e a paz no Universo. Sempre que Billy fala o nome "Shazam", ele é instantaneamente atingido por um raio mágico que transforma-o em um super-herói adulto com poderes sobre-humanos (e vice-versa, uma vez que o personagem pode voltar a forma infantil da mesma forma). Os poderes do Capitão Marvel são oriundos de seis personagens que lhe concedem tais características — sendo eles, Salomão (sabedoria), Hércules (vasta força física), Atlas (resistência, invulnerabilidade), Zeus (poderes mágicos), Aquiles (coragem) e Mércurio (velocidade, capacidade de voo). Shazam é designado, pelos próprios deuses que lhes concedem os poderes, como o Campeão da Humanidade.
Billy Batson enquanto Shazam (ou Capitão Marvel), possui  homônimos que são os Tenentes Marvel (formado por: Marvel Cowboy, Marvel Gordo e Marvel Matuto), liderados pelo Capitão Marvel junto com Capitão Marvel Jr. (Freddy Freeman), sua irmã gêmea Mary Marvel (Mary Bromfield), Tio Marvel (Dudley H. Dudley), formam a original Família Marvel. Após os eventos de Flashpoint, nos Novos 52, foram mantidos Billy Batson (Shazam), Freddy Freeman (Shazam Jr.) e Mary Bromfield (Lady Shazam), cada um possui um poder, coragem de Arquiles, poder de Zeus e resistência de Atlas, respectivamente, sendo adicionados Eugene Choi (sabedoria de Salomão), Pedro Peña (força Hércules) e a Darla Dudley (velocidade de Mercúrio), a fusão dos seis irmãos forma o Capitão Trovão. O sétimo campeão é o pai biológico de Billy, C.C. Batson (Papa Shazam), e os setes campeões formam a Família Shazam.
Fawcett deixou de publicar os quadrinhos relacionados ao Capitão Marvel em 1953, em parte por causa de um processo por infração de direitos autorais da DC Comics, alegando que o Capitão Marvel era uma cópia do Super-Homem. Em 1972, DC licenciou os personagens da Família Marvel de Fawcett, e ele voltou a ser publicado. Em 1991, a DC adquiriu todos os direitos sobre os personagens. A DC desde então integrou o Capitão Marvel e a Família Marvel em seu Universo DC e tentou reviver a propriedade várias vezes, com sucesso misto. Devido a conflitos de marca registrada sobre outro personagem chamado "Capitão Marvel", propriedade da Marvel Comics, DC marcou e comercializou o personagem usando a marca registrada Shazam! desde sua reintrodução em 1972.  Isso, por sua vez, levou muitos a assumir que "Shazam" era o nome do personagem, mais tarde renomeou oficialmente o personagem como Shazam quando relançou suas propriedades de quadrinhos em 2011.

## Histórico de publicação

### Fawcett Comics
Com a eminência do sucesso rapidamente alcançado pelo personagem (chegando a ofuscar o Homem de Aço), a National iniciou um processo judicial contra a Fawcett Publications, por sua subsidiária Fawcett Comics, argumentando que o Capitão Marvel representava "um plágio descarado" de seu principal personagem, Superman.
O personagem Capitão Marvel estreou em segundo número da revista Whiz Comics, publicada pela Fawcett Comics em fevereiro de 1940 e foi criado em 1939 pelo roteirista Bill Parker e pelo desenhista C. C. Beck, o nome do herói seria inicialmente "Capitão Trovão" (Captain Thunder, em inglês), mas foi modificado para Marvel (que em inglês quer dizer algo como maravilhoso, incrível), pouco antes do lançamento da revista, pois já havia um personagem com esse nome na editora Fiction House, assim como os títulos propostos para a revista de estreia, Flash Comics, pertencente a DC e  Thrills Comics, que remetia a uma revista da Standard Comics, a revista foi renomeada com o título Whiz Comics, embora os dois títulos propostos tenham sido impressos como “Edições Ashcan” (usadas pelas editoras para registrar as revistas) Consequentemente, a revista foi rebatizada como Whiz Comics, e o desenhista da Fawcett, Pete Costanza, sugeriu mudar o nome do Captain Thunder para "Captain Marvellous", que os editores abreviaram para "Captain Marvel". Os balões da fala na história foram reescritos para rotular o herói da história principal como "Capitain Marvel".
Capitão Marvel usava uma roupa totalmente vermelha, com uma capa amarela curta e um relâmpago dourado desenhado no peito do uniforme, tendo sua imagem física moldada a semelhança do ator cinematográfico Fred MacMurray.
A batalha judicial prolongou-se por doze anos, encerrando-se em 1953 com um acordo proposto pela Fawcett, que havia decidido, devido às baixas vendas de sua revista, abandonar a publicação de histórias em quadrinhos e dedicar-se a outros ramos editoriais. Devido a esse acordo, o Capitão Marvel mergulhou no esquecimento durante o restante dos anos 1950 e todos os anos 1960 no mercado norte-americano, retornando a ser veiculado somente durante a década de 1970. No Brasil, no entanto, ele foi republicado normalmente durante os anos 1960, pela RGE, do Rio de Janeiro. E, no Reino Unido, teve até um substituto, o Marvelman, atualmente conhecido como Miracleman.

## Marvelman / Miracleman

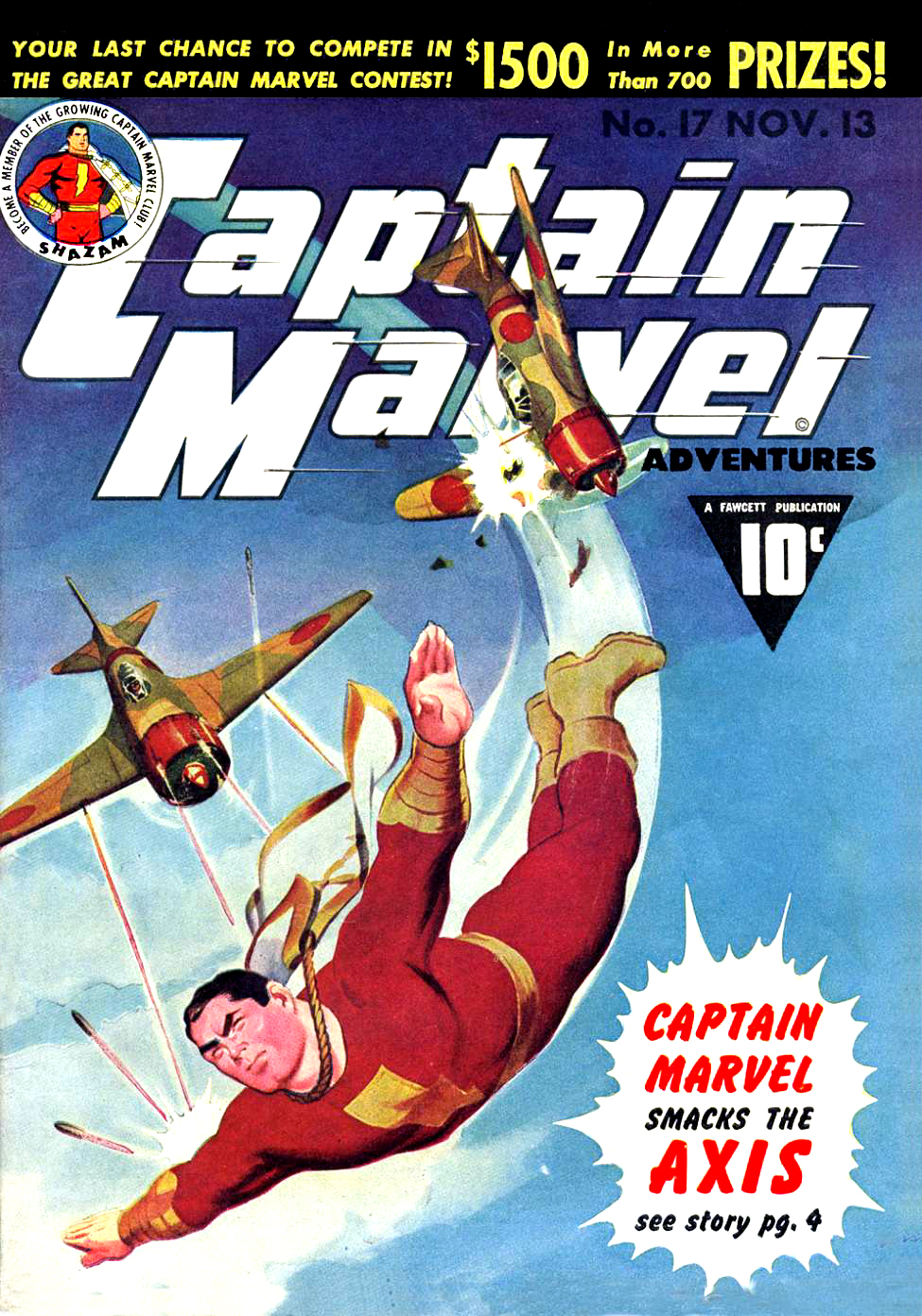
Os quadrinhos foram uma importante fonte de propaganda durante a Segunda Guerra para os Estados Unidos.

Na década de 1950, uma pequena editora britânica, L. Miller and Son, publicou uma série de reproduções em preto-e-branco de quadrinhos americanos, incluindo a série Capitão Marvel. Com o resultado da ação judicial Nacional v. Fawcett, A editora teve seu fornecimento de quadrinhos do Capitão Marvel abruptamente interrompido. Eles pediram a ajuda de um escritor de quadrinhos britânico, Mick Anglo, que criou uma versão mal-disfarçada do super-herói chamado Marvelman. Capitão Marvel Jr., foi adaptado para criar Young Marvelman, enquanto Mary Marvel gerou uma versão masculina, o Kid Marvelman. A palavra mágica "Shazam!" foi substituída por "Kimota" ("Atomik" soletrado ao contrário). Os novos personagens assumiu a numeração da série original do Capitão Marvel no Reino Unido com número da edição # 25.
Marvelman  foi cancelado em 1963, mas foi revivido em 1982 pelo escritor Alan Moore nas páginas da Warrior Magazine. Começando em 1985, as aventuras em preto-e-branco de Moore foram reimpressas em cores pela Eclipse Comics sob o novo título Miracleman (já que a Marvel Comics opôs-se à utilização da palavra"Marvel" no título), a publicação continuou nos Estados Unidos depois da Warrior. Dentro do enredo meta-textual da série de quadrinhos em si, notou-se que a criação de Marvelman foi baseada nos quadrinhos no Capitão Marvel, tanto por Alan Moore, quanto pelo escritor Neil Gaiman. Em 2009, a Marvel Comics obteve os direitos das histórias originais personagens e histórias de  Marvelman e em 2013 de suas versões posteriores.
Em 1966, a M.F Enterprises produziu seu próprio Capitão Marvel: um super-herói androide de outro planeta cuja principal característica era a capacidade de dividir seu corpo em várias partes, cada uma das quais poderia se mover por conta própria. Ele desencadeou a separação por gritando "Split!" (dividir)  e podia se remontar gritando "Xam!" Ele tinha a identidade de um jovem humano chamado Billy Baxton. Esta versão do Capitão Marvel foi creditado nos quadrinhos como sendo "baseado em um personagem criado por Carl Burgos". Burgos é conhecido pela criação de outro androide, o Tocha Humana Original, criado para a Timely Comics, nome usado pela Marvel na Era de Ouro das histórias em quadrinhos.

### Shazam!
Em 1973, a DC Comics, a editora responsável pelo processo judicial, adquiriu a licença da personagem e retomou sua publicação nos Estados Unidos.
No entanto, a nova revista teve de se chamar Shazam, porque a agora Marvel Comics era a detentora da marca Captain Marvel (Ela lançou o seu Capitão Marvel em 1967).
O Suspendium foi a explicação que a DC Comics encontrou para explicar porque o elenco de Capitão Marvel não havia envelhecido desde que parou de ser publicado pela Fawcett Comics em 1953. Tal substância inventada pelo vilão Dr. Silvana pôs em animação suspensa toda a Família Marvel, bem como o resto do elenco e o próprio Silvana, por 20 anos. A DC pagou a Fawcett e depois de 1977, sua sucessora, a CBS Publishing uma taxa de licenciamento por edição, por página para cada um dos personagens Fawcett que apareceram, seja na revista Shazam! ou crossovers em outras séries de quadrinhos.
Quando retornou, o personagem era ainda desenhado por seu maior ilustrador, C. C. Beck, que se manteve, à frente do título durante apenas nove números sendo logo substituído. Originalmente, admitia-se que Capitão marvel e todos os personagens relacionados viviam na Terra S, uma dimensão a parte da Terra Paralela principal da DC, a Terra 1, onde estava a Liga da Justiça. A revista Shazam! foi bimestral (nos EUA), durou 35 números, de 1973 a 1978. Passou por várias fases; a partir do número 25, a série de TV de Shazam começou a influenciar o título, quando começou a ser impresso "A DC TV Comic" (um quadrinho DC da TV) nas capas de Shazam!. No número 25, Ísis, que surgiu como um seriado gêmeo a Shazam fez sua primeira aparição num quadrinho, e logo ganhou sua própria série, que durou 8 números. No número 26, tentou-se adaptar-se para comportar a realidade apresentada em sua popular série de TV, onde o Mago Shazam deu a Billy Batson o Eterni-phone, aparelho que permitia comunicar-se com os Elders, as figuras mitológicas que compunham o nome de Shazam. O Sr. Morris, da rádio WHIZ, deu a Billy um novo emprego, onde ele poderia ser um repórter móvel, guiando um furgão da rádio por todo o país. Além disso, Dudley, o Tio Marvel, deixou seu uniforme de lado e cultivou um bigode. Ele ofereceu-se para acompanhar Billy como seu "Mentor". O Mago Shazam permaneceria na Pedra da Eternidade, e Capitão Marvel Jr. e Mary Marvel ficariam em Fawcett City para defender a cidade. A partir do número 34, a arte de Shazam se libertou do traço inspirado por C.C. Beck e adotou um visual mais realista, que estava em voga nos quadrinhos da época. Infelizmente a série foi cancelada no número seguinte, 35.

## Captain Thunder
Em Superman #276, de junho de 1974, o Superman enfrentava um personagem chamado Captain Thunder (Capitão Trovão), óbvia cópia do Capitão Marvel (A DC já havia adquirido a licença do personagem, mas não o utilizou).
Captain Thunder (1982)
Em 1983, uma proposta para uma versão atualizada do Capitão Marvel foi submetida a DC por Roy Thomas, Don Newton, e Jerry Ordway. Esta versão do personagem, para ser um habitante da Terra-1, enquanto que o Capitão Marvel habitava universo da Terra-S, essa versão trazia um afro-americano chamado "Willie Fawcett" (como na história 1974), que falou a palavra mágica "Shazam!" para se tornar Captain Thunder. Essa versão nunca mais foi publicada, uma vez que o Capitão Marvel integraria o Universo DC após a Crise nas Infinitas Terras.
Captain Thunder (2011)
Na minissérie Flashpoint, publicada em 2011, apresentou um outro Captain Thunder.

### Sem uma revista própria
Depois do cancelamento da revista Shazam!, apesar de tudo, Capitão continuou aparecendo em outras revistas; sua "casa" se tornou World Finest Comics do número 253 de Outubro-Novembro de 1978, até o 282, Agosto 1982, e Adventure Comics do número 491, Setembro 1982, até o 498, Abril 1983. Após passar cerca de 2 anos no limbo, tanto o Capitão Marvel como sua família retornaram para a saga Crise nas Infinitas Terras (tendo aparecido também na minissérie DC Challenge).

### Shazam! The New Beginning
O Personagem foi então incorporado ao chamado Universo DC depois da saga Crise nas Infinitas Terras. Foi lançado uma minissérie de 4 partes chamada Shazam! The New Beginning, escrita por Roy Thomas e ilustrada por Tom Mandrake, que estabelecia que não havia mais uma Família Marvel, apenas Capitão Marvel.
O Capitão chegou a integrar a Liga da Justiça pouco antes dela se tornar Liga da Justiça Internacional, mas saiu depois de alguns números, afirmando que ele tinha pouca experiência. Nesse tempo, o Capitão praticamente não fez aparições, fora uma aventura solo contra Capitão Nazista em Action Comics, uma participação em Guerra dos deuses, e no mini-evento Pânico nos Céus.
Em 1991, a DC havia finalmente terminou o contrato de licenciamento de taxa por uso com a CBS Publications e adquirido os direitos totais do Capitão Marvel e aos outros personagens da Fawcett Comics.

### Power of Shazam!
Em 1994 foi lançada a minissérie Power of Shazam!, escrito e desenhado por Jerry Ordway. Lá, foi reativada a existência da Família Marvel. Também houve a minissérie Kingdom Come (Reino do Amanhã), de 1996 e a graphic novel sobre o herói: Shazam! The Power of Hope, ambas desenhadas por Alex Ross, com textos de Paul Dini. No entanto, as histórias do herói não tiveram continuidade no período DC, sendo rapidamente encerradas devido a baixa vendagem.

### Meados da década de 2000: Sociedade da Justiça da América, 52 e mais
Desde o cancelamento de Power of Shazam! em 1999, a Família Marvel fez aparições em vários outros títulos da DC. Adão Negro tornou-se um personagem principal da série JSA de Geoff Johns e David S. Goyer, que mostrava as últimas aventuras da Sociedade da Justiça da América, Adão Negro se junta a equipe como um meio de buscar a redenção para seus crimes do passado. Sentindo que Adão Negro merecia uma chance, mas querendo ficar mais próximo a ele, o Capitão Marvel apareceu regularmente em JSA entre 2003 e 2004, depois de se juntar à equipe para vigiar o seu velho inimigo. Ele também apareceu em na graphic novel The Dark Knight Strikes Again, continuação da aclamada The Dark Knight Returns, ambas de Frank Miller, onde é descrita a morte do herói. A minissérie Superman/Shazam: First Thunder, escrita por Judd Winick e ilustrada por Josh Middleton, e publicado entre setembro de 2005 e março de 2006, o arco descreve o primeiro encontro pós-crise entre Superman e Capitão Marvel.

### Shazam!: The Monster Society of Evil
Em 2003, Jeff Smith começou a trabalhar para a DC Comics em uma minissérie estrelada por  Capitão Marvel, um super-herói dos quais Smith é um fã. A série, intitulada  Shazam! The Monster Society of Evil, teve quatro edições publicada em prestige format em 2007, e, posteriormente, ganhou um encadernado de capa dura.

## Poderes
Capitão Marvel é detentor do poder de Shazam, que extrai os dons de Salomão (sabedoria); de Hércules (força); de Atlas (vigor); de Zeus (poder); de Aquiles (coragem); e de Mercúrio (velocidade).
| Figura mitológica | Atributo   | Aplicações |
| ----------------- | ---------- | --- |
| Salomão           | Sabedoria  | A Sabedoria de Salomão se manifesta na forma de conselhos que o Capitão ouve mentalmente. Este aspecto também permite traduzir línguas extintas, como hieróglifos.Com a sabedoria de Salomão,Capitão Marvel também pode construir estruturas e mecanismos extremamente complexos. |
| Hércules          | Força      | A força de Hércules confere ao personagem uma das maiores e mais extensas forças físicas das HQs. Com ela, Capitão Marvel consegue erguer corpos com massas gigantescas , e destruir materiais extremamente resistentes. Em Power of Shazam #46, foi mostrado que uma queda de braço entre o Superman e Capitão Marvel durou horas mediante um contesto em Fawcett City, e poderia não chegar a um vencedor se Capitão Marvel Jr. e Mary Marvel não tivessem se transformado em suas contrapartes poderosas, dividindo o poder de Shazam. Quando o herói era propriedade da Fawcett Comics, o Capitão Marvel podia mover e destruir planetas e asteroides, carregar quantidades de massa sem limites estabelecidos |
| Atlas             | Vigor      | O vigor (ou resistencia) de Atlas concede a invulnerabilidade ao corpo do herói, e vasta resistência a venenos e a capacidade de poder sobreviver ao vácuo do espaço. Algumas histórias sugerem que o poder de Shazam também concede incrível longevidade, uma vez que Trovão, a sucessora do poder de Shazam no século XXX, recebeu seus poderes dum envelhecido Capitão Marvel; e o próprio detentor original dos poderes, o mago Shazam, possui 10 mil anos de idade, já que nascera na época em que a Humanidade ainda era uma raça nômade. Numa aventura da Fawcett Editora, o Capitão Marvel resiste a explosão de uma bomba dezesseis milhões de vezes mais poderosa que uma bomba atômica.                 |
| Zeus              | Poder      | Por pronunciar a palavra "Shazam!", ele pode conjurar um relâmpago mágico de Zeus a fim de mudar de Billy Batson para Capitão Marvel e vice-versa. Este relâmpago não lhe causa dano, embora oponentes que estejam no raio de ação do mesmo possam ser feridos. Também já foi mostrado que ele pode fazer pequenas alterações em sua aparência por usar o poder de Zeus: certa vez, a fim de poder abrir uma conta no banco, ele se disfarçou como seu pai usando seus poderes, podendo também lançar relâmpagos,raios, como ataque. |
| Aquiles           | Coragem    | A coragem de Aquiles permite a ele superar ao mais intenso e vasto panico ou medo. |
| Mercúrio          | Velocidade | Permite ao Capitão Marvel correr e voar a velocidades próximas a velocidade da luz. |

OBS.: As figuras de "Atlas" e "Aquiles", que concedem ao personagem resistência e coragem, respectivamente, e que ajudam a formar o nome "Shazam", podem variar de posição ao formá-la, dependendo da interpretação individual, não havendo uma ordem correta, portanto.
Outros membros da Família Marvel como Capitão Marvel Jr. e Mary Marvel detém os mesmos poderes, mas quando transformados em suas contrapartes poderosas, dividem o poder de Shazam. Ou seja, quando 2 membros da Família Marvel estão ativos, suas forças, velocidades, resistências, etc. caem à metade; Se 3 membros da Família Marvel estão ativos, suas forças, velocidades, resistências, etc. caem a 1/3.

## Shazam Vs. Superman
A rivalidade entre o Capitão Marvel e o Superman, personagem  semelhante com os poderes básicos de vários super-heróis e que assim como ele, voa, possui super força e super resistência , invulnerabilidade etc como era comum na época... mas com origens, trama e enredo obviamente diferentes, é considerada há décadas um clássico dos quadrinhos crossover. Curiosamente, é muito provável que toda essa rivalidade tenha se iniciado mais como uma espécie de "continuidade" da briga judicial entre a Fawcett Publications (proprietária da Fawcett Comics) e a National Comics (atual DC Comics), iniciado por essa última, que procesava a Fawcett Comics alegando que o personagem 'Capitão Marvel' era "plágio do Superman", do que um embate entre os fãs de cada um dos personagens, botando em questão a popularidade de ambos — muito embora uma coisa possa ter levado à outra. Para se ter uma ideia, a primeira vez que os dois personagens se enfrentaram, foi na revista Mad Magazine, publicada entre abril/maio de 1953. Escrita por Harvey Kurtzman e Wally Wood, a edição, que continha uma reportagem intitulada "Superduperman", satirizava justamente a briga judicial entre a Fawcett Publications e a National Comics.
Nessa rivalidade, que já dura mais de 60 anos, enquanto um é um alienígena, com certa dose de conflitos internos entre super heróis que são rivais e amigos ao mesmo tempo e que obtém poderes por meios físicos (energia do Sol), o outro é terráqueo, com coração puro por ser uma criança, e possui poderes mágicos, o que gera uma luta interessante entre pessoas muito diferentes, embora ambos sejam super-heróis que juraram defender a humanidade. Inclusive em uma estória bem antiga , teve um embate entre o Superman e o Capitão Trovão , que era idêntico ao Capitão Marvel , só que no lugar do raio , tinha uma espécie de estrela brilhante , ou um sol no peito .
Abaixo, alguns dos mais memoráveis encontros entre os dois personagens:
- Em All-New Collectors' Edition #58: Superman vs. Shazam, de julho de 1979, parece ter sido a primeira batalha real entre o Superman e Capitão Marvel, na DC Comics. Foi publicada no Brasil sob o título Superman versus Shazam, pela EBAL, no início dos anos 80.
- Em All-Star Squadron #37, de 1984, representa a primeira batalha entre o Superman da Terra 2 e o Capitão Marvel. Como a luta se passa nos anos 1940 (e a Terra S ainda não havia sido posta em animação suspensa por Dr. Silvana), este era, dentro da cronologia das revistas, o primeiro combate entre o Superman e o Capitão, antes de seu combate com o Superman da Terra 1 (All-New Collectors' Edition #58 Superman vs. Shazam). Na história, um cientista nazista na dimensão da Terra 2 evocava a Família Marvel da Terra S. Como a Alemanha e resto da Europa estavam sob a esfera de influencia da Lança do destino (veja Combatentes da Liberdade para mais informações), isto provocou um efeito colateral nos membros da Família Marvel, sendo separados de seus alter-egos. Enquanto Freddy Freeman, Billy e Mary Batson permaneciam na Alemanha como prisioneiros sem poderes, suas contrapartes heróicas coexistiam e estavam sob controle mental dos nazistas, indo a Inglaterra e Estados Unidos para causar destruição. O Superman (da Terra 2) e outros heróis se reúnem a fim de deter esta ameaça. Entretanto, isto faz parte da cronologia Pré-Crise; seu contexto não é mais válido.
- Atualmente, Superman/Shazam: First Thunder, lançado nos EUA em 2005, é aceita na cronologia como descrevendo o primeiro encontro entre os dois heróis.

## No Brasil
- Quando foi publicado pela RGE, o Capitão Marvel protagonizou um curioso crossover com o Tocha Humana Original,[24] a editora chegou a publicar também o britânico Marvelman, com o nome de Jack Marvel.[16]